# Українсько-пакистанські відносини
Українсько-пакистанські відносини- дипломатичні відносини між Україною і Пакистаном.

## Історія
Пакистан визнав незалежність України 31 грудня 1991 року. Дипломатичні відносини між двома державами було встановлено 16 березня 1992 року. Україна і Пакистан співпрацюють в галузі освіти і культурного обміну, в області аерокосмічної техніки, аерокосмічних технологій, медичних і біологічних наук. Україна — одна з небагатьох країн Європи, яка має дружні відносини з Пакистаном. В січні-серпні 2009 року двосторонній товарообіг між державами склав 189,3 млн дол США.

## Посольства
Україна відкрила посольство в Ісламабаді.

## Російсько-українська війна
Пакистан надіслав гуманітарну допомогу для допомоги народу України, який постраждав від російського вторгнення в Україну в 2022 році. Літаки ВПС Пакистану C-130 Hercules доправили до Польщі, звідки відправили допомогу мирним українцям.
Пакистан підтримує суверенітет і територіальну цілісність України. Пакистан також був значною мірою послідовним у тому, щоб утримуватися від резолюцій ООН щодо Росії та уникав критики Москви. Протягом усієї війни Пакистан дотримувався нейтральної позиції та уникав ставати на бік будь-якої зі сторін конфлікту. Пакистан також наголосив, що переговори є єдиним способом вирішення українсько-російського конфлікту.
Під час війни Сполучене Королівство закупило в Пакистану невизначену кількість 122-мм гаубичних снарядів, які згодом були поставлені Великою Британією в Україну. Пізніше 155-мм снаряди M107 разом із метальними зарядами M4A2 виробництва Pakistan Ordnance Factories також були помічені у використанні збройними силами України на передовій. Експерти відзначають, що дуже ймовірно, що один із союзників України по НАТО міг закуповувати боєприпаси в Пакистану і постачати їх в Україну.
Індійська газета The Economic Times повідомила, що, як повідомляється, Пакистан планував відправити 159 контейнерів боєприпасів на початку січня, з яких 146 контейнерів боєприпасів було доставлено до другої половини того ж місяця. Контейнери, що містили 155-мм снаряди, метальні заряди М4А2, капсули М82 і запали ПДМ, були переправлені в Україну через порт у Польщі. Пізніше газета також повідомила, що Пакистан у лютому 2022 року поставив понад 10 тис. ракет для РСЗВ БМ-21 «Град» Збройних сил України BW Businessworld, індійський журнал, повідомив, що DMI Associates, агент Pakistan Ordnance Factories, підписав Меморандум про взаєморозуміння з Урядовим агентством стратегічних резервів Польщі з польською фірмою PHU Lechmar LLC, яка виступає які покупець-посередник, і Tradent Global Solutions, що базується в Канаді, виступаючи як консультант-посередник. Журнал також повідомляє, що Пакистан перебуває в процесі експорту Anza Mark-II до Польщі для транспортування в Україну, а Millennium Technologies з Карачі та Omida Sea and Air з Польщі ведуть переговори щодо транспортної угоди. 6 березня 2023 року журнал повідомив, що, як повідомляється, Пакистан відправив 162 контейнери з боєприпасами, включаючи артилерійські ракети, через порт у Німеччині в Україну. Журнал також повідомляв, що міністерство оборони Великої Британії нещодавно підписало угоду з компанією Pakistan Ordinance Factories про постачання боєприпасів в Україну.
Доктор Ріяна Кіонка, посол Європейського Союзу в Пакистані, в інтерв'ю місцевим ЗМІ в Пакистані 21 лютого 2023 року сказала, що Пакистан допомагає Україні в її тривалому конфлікті з Росією, надсилаючи військову та гуманітарну допомогу.
Однак Пакистан формально спростував повідомлення про постачання зброї в Україну, поставивши це твердження під сумнів.